# Withings
Withings je francosko podjetje potrošniške elektronike. Sedež podjetja je v Issy-les-Moulineaux, Francija, s podružnicami v Cambridge, Massachusetts, ZDA, Hongkong, in distribucijo izdelkov po vsem svetu. Podjetje Withings je znano zaradi oblikovanja in inovacij v povezanih zdravstvenih naprav, kot prvo visoko ločljivostjo brezžične varnostne kamere, pametni sistem za spanje, in linijo pametnih ur. Prejelo je številna priznanja za svoje izdelke in inovacije, vključno s CES nagradami.
Withings je kupila finska družba Nokia 26. aprila 2016. Posel je bil zaključen 31. maja. Withings so bili absorbirani v novo digitalno zdravstveno enoto Nokia Technologies, ki jo vodi nekdanji direktor Withingsa.

## Izdelki
- GO
- Thermo
- Body
- Body Cardio
- Blood Pressure Monitor
- Activite Steel
- Activite
- Aura
- Home
- Pulse Ox